# Fissidens obtusatus
Fissidens obtusatus là một loài Rêu trong họ Fissidentaceae. Loài này được Hampe mô tả khoa học đầu tiên năm 1872.